# Kappl
Kappl est une commune autrichienne du district de Landeck dans le Tyrol. Elle possède une station de sports d'hiver, associée entre autres avec Ischgl, et See[réf. nécessaire].

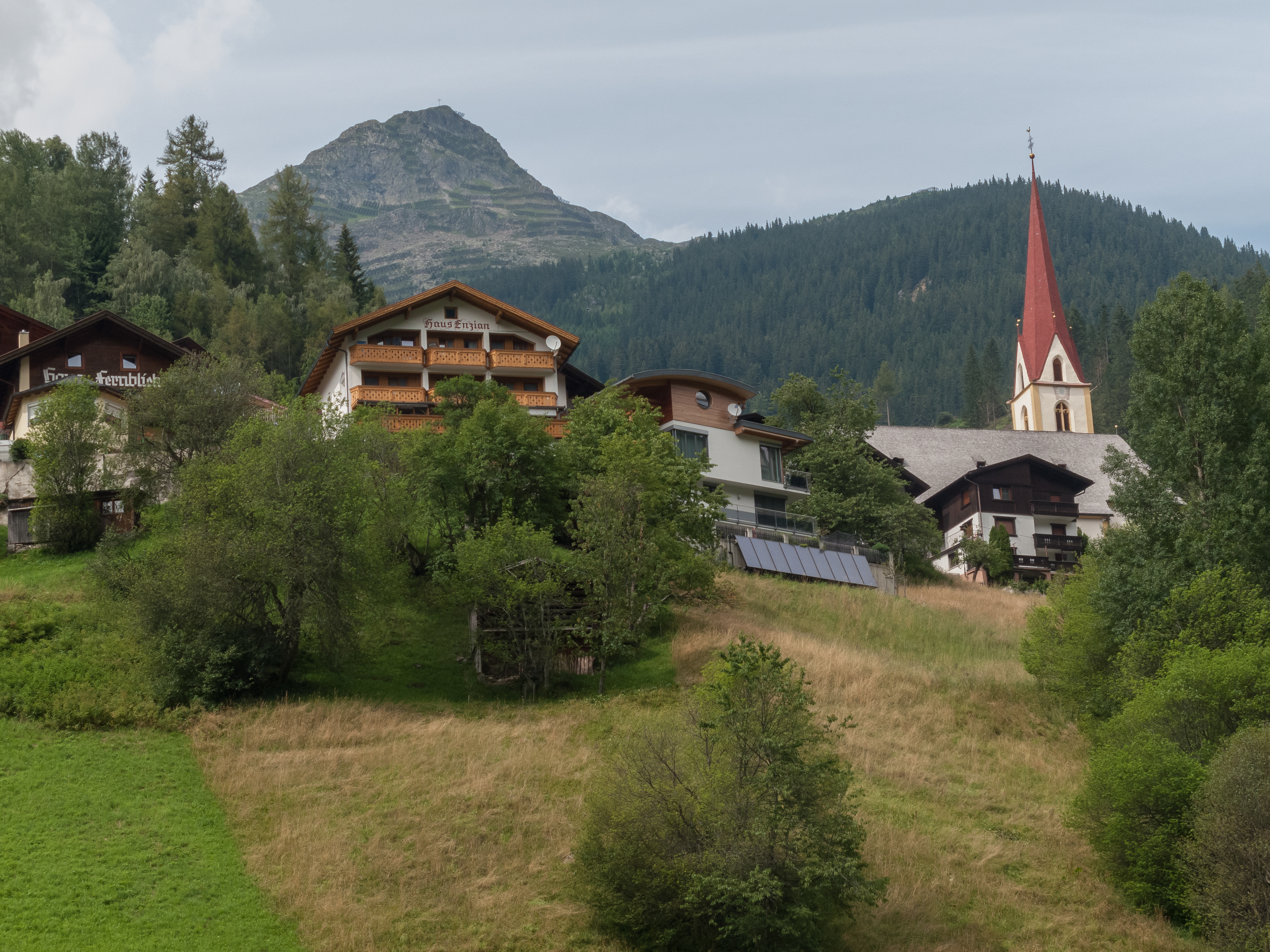
Kappl, église : katholische Pfarrkirche heilige Antonius.